# Henry Ohayon
Henry Ohayon (en hebreo: הנרי אוחיון‎; Safi, Protectorado francés en Marruecos; 17 de junio de 1934 - Ascalón, Israel; 27 de octubre de 2023) fue un ciclista especialista en ruta israelí nacido en Marruecos que participó en los Juegos Olímpicos.

## Carrera
A pesar de haber nacido en Marruecos, decidió representar a Israel en los Juegos Olímpicos de Roma 1960 donde vivía desde 1956, participando en la prueba de carrera en la que terminó en el lugar 39 entre 142 participantes.